# 威尼斯双年展
威尼斯双年展（/ˌbiːɛˈnɑːleɪ, -li/）是由威尼斯雙年展基金會每年在義大利威尼斯舉辦的國際文化展覽活動。雙年展自1895年起每年舉辦一次，因此成為同類活動中最古老的展覽。主要展覽在城堡區的威尼斯軍械庫與拿破崙花園的展覽館中舉辦，輪流展出藝術和建築作品（因此得名雙年展；每兩年舉辦一次）。
該基金會還舉辦其他活動，包括戲劇、當代音樂和舞蹈，這些活動每年在威尼斯的不同地方舉行，而威尼斯电影节則在利多舉行。

## 組織
藝術雙年展是世界上最大且最重要的當代視覺藝術展覽之一。它因每兩年舉辦一次而被稱為「雙年展」，其他世界各地的雙年展活動皆以此為原型。展覽空間達到7,000多平方公尺，來自75多個國家的藝術家在集體展覽空間和國家館中展示他們的作品
。
在2019年之前，藝術雙年展通常在奇數年舉行，建築雙年展則在偶數年舉行，但在COVID-19疫情迫使延期後，藝術雙年展現在改為在偶數年舉行（2022年、2024年），而建築雙年展則在奇數年舉行（2021年、2023年）。
| 常用名           | 正式名稱         | 創立年份 | 舉辦年份                                |
| ---------------- | ---------------- | -------- | --------------------------------------- |
| 藝術雙年展       | 國際藝術展       | 1895年   | 偶數年（自2022年起）                    |
| 威尼斯建築雙年展 | 國際建築展       | 1980年   | 奇數年（自2021年起）                    |
| 雙年展音樂節     | 國際當代音樂節   | 1930年   | 每年（九月/十月）                       |
| 雙年展劇院       | 國際戲劇節       | 1934年   | 每年（七月/八月）                       |
| 威尼斯電影節     | 威尼斯國際電影節 | 1932年   | 每年（八月/九月）                       |
| 威尼斯舞蹈雙年展 | 國際現代舞蹈節   | 1999年   | 每年一次（六月；2010-16年期間兩年一次） |
|                  | 國際兒童嘉年華   | 2009年   | 每年一次（威尼斯嘉年華會期間）          |

## 历史
1893年4月19日，威尼斯市议会通过一项决议，决定策划一个意大利的艺术双年展，他的发起人正是当时的市长里卡多·塞瓦提可。就这样在1894年4月22日第一屆威尼斯双年展拉开了帷幕。到1980年第一屆威尼斯建築雙年展開幕。
截止到2020年，藝術雙年展已舉辦了58屆（2019年藝術雙年展），建築雙年展已舉辦了16屆（2018年建築雙年展）。
1993年，李銘盛以作品〈火球或圓〉成為首位受邀參與威尼斯雙年展的台灣藝術家。1995年，吳瑪悧、連德誠、黃進河、侯俊明、王志陽等五位藝術家獲選「46屆威尼斯雙年展」台灣館參展藝術家。

## 历届展览
- 第一届1895年4月30日，首届威尼斯双年展开幕，吸引了20多万名参观者。

## 外部連結
- 官方网站
- Official history （页面存档备份，存于）